# Internet Society Luxembourg

Logo ISOC Luxembourg

ISoc Luxembourg est le « chapitre » luxembourgeois de l’Internet Society. Il est partie prenante de cette association internationale. Il se présente non seulement comme le relais local de l’association internationale, mais également comme le représentant de la communauté Internet locale auprès des instances internationales.
Chaque membre du chapitre luxembourgeois est en même temps membre de l’Internet Society. 

## Objectifs
- La coordination et l’accompagnement d’Internet au Luxembourg et dans la grande région Saar-Lorraine-Luxembourg.
- Réunir des personnes, physiques ou morales, qui veulent passer du stade de simple "consommateur" à celui de coacteur de l’évolution du Réseau des réseaux, dans une perspective humaniste.
- Par sa participation dans différentes instances, le chapitre tient à présenter des propositions concrètes pour favoriser l’utilisation éclairée de cette formidable ressource que constitue l’Internet.

## Activités
- L’animation de forums thématiques (normes, standards, sécurité, droits, promotion de la langue luxembourgeoise sur le réseau, communication, économie…).
- L’accès au réseau doit également être encouragé par le biais d’une réduction radicale du coût de connexion, tant pour les entreprises que pour les particuliers. L’Internet Society veillera à faire pression auprès des opérateurs et des autorités de régulation pour obtenir des tarifications plus favorables.
- L’Europe, et le Luxembourg en particulier, possède une longueur d’avance sur le reste du monde en ce qui concerne le multilinguisme sur Internet. Le chapitre luxembourgeois doit soutenir et persévérer dans cette voie.

### Débats et colloques
Organisés par le chapitre en collaboration avec des partenaires, ces débats et colloques visent à faire avancer la connaissance des mécanismes normatifs et de gouvernance de l'Internet. À titre d’exemple, le chapitre a organisé en juillet 2005 une réunion de l’ICANN à Luxembourg.